# Julian Korb
Julian Korb (Essen, 1992. március 21. –) német labdarúgó, aki 2021-től a német Holstein Kiel jobbhátvédje.

## Pályafutása
2010-ben mutatkozott be a Borussia Mönchengladbach II csapatában, ahol 2013-ig 94 mérkőzésen szerepelt és öt gólt szerzett. Az első csapatban 2012-ben lépett először pályára és 2017-ig 76 mérkőzésen játszott és egy gólt ért el. 2017 óta a Hannover 96 labdarúgója.
2007 és 2015 között szerepelt a német korosztályos válogatottakban. 2007-ben az U15-ös csapatban debütált. 2014-15-ben a német U21-es válogatottban tíz alkalommal szerepelt.